# Jogos Mundiais de Anões de 2013
Os Jogos Mundiais de Anões de 2013 foram a 6a edição dos Jogos Mundiais de Anões.
O evento, que teve como sede a cidade de East Lansing, nos Estados Unidos, foi disputado entre os dias 3 e 10 de Agosto de 2013.

## Modalidades Esportivas
| - Tiro com arco - Badminton - Basquetebol - Bocha - Curling Indoor | - Hoquei sobre patins - Levantamento de peso - Tiro esportivo - Futebol - Natação | - Tenis de mesa - Atletismo - Voleibol - Pescaria (demonstração) |

## Quadro de Medalhas
País sede destacado.
| Ranking | País                      | Delegação   | Medalha de ouro | Medalha de prata | Medalha de bronze |     |
| ------- | ------------------------- | ----------- | --------------- | ---------------- | ----------------- | --- |
| 1       | Reino Unido               | 81 atletas  | 71              | 70               | 51                | 192 |
| 2       | Austrália                 | 33 atletas  | 43              | 19               | 14                | 76  |
| 3       | Canadá                    | 25 atletas  | 34              | 19               | 12                | 65  |
| 4       | Irlanda                   | 14 atletas  | 16              | 11               | 10                | 37  |
| 5       | Índia                     | 16 atletas  | 9               | 8                | 4                 | 21  |
| 6       | Estados Unidos            | 204 atletas | 6               | 110              | 112               | 228 |
| 7       | MIX - Mixed Country Teams | ?           | 6               | 6                | 4                 | 16  |
| 8       | Alemanha                  | 4 atletas   | 6               | 3                | 1                 | 10  |
| 9       | Espanha                   | 1 atleta    | 4               | 1                | 1                 | 6   |
| 10      | Brasil                    | 4 atletas   | 4               | 0                | 0                 | 4   |
| 11      | Países Baixos             | 3 atletas   | 3               | 1                | 1                 | 5   |
| 12      | Finlândia                 | 1 atleta    | 2               | 2                | 0                 | 4   |
| 13      | Hungria                   | 1 atleta    | 2               | 0                | 0                 | 2   |
| 13      | Sri Lanka                 | 1 atleta    | 2               | 0                | 0                 | 2   |
| 15      | França                    | 2 atletas   | 1               | 1                | 5                 | 7   |
| 16      | Sérvia                    | 1 atleta    | 0               | 2                | 0                 | 2   |
| 17      | Bulgária                  | 1 atleta    | 0               | 0                | 0                 | 0   |